# Egyptienne (typsnitt)
Egyptienne är ett typsnitt med klassificeringen mekan. Typsnittet var designat 1956 av Adrian Frutiger.